# Thomisus nirmali
Thomisus nirmali es una especie de araña cangrejo del género Thomisus, familia Thomisidae. Fue descrita científicamente por Saha & Raychaudhuri en 2007.

## Distribución
Esta especie se encuentra en India.